# Liga Cultural de Fútbol Torneo Oficial 2011
La Liga Cultural de Fútbol es una liga regional de fútbol profesional de la Provincia de La Pampa (Argentina), afiliada a la AFA a través del Consejo Federal. Su sede está localizada en la calle Lucio V. Mansilla 215, de la ciudad de Santa Rosa. 

Organiza anualmente el Torneo Oficial de Liga.

## Torneo de Primera A
El Campeonato Oficial de la Liga Cultural de Fútbol de 2011 fue la 84ª edición del torneo.

Del Campeonato participaron 21 equipos. El torneo se dividió, como es habitual, en dos zonas tomando como punto de referencia para dividir a los equipos la Ruta Provincial Nº 18.

La Zona Norte quedó conformada por los equipos de las ciudades ubicadas al norte de la mencionada ruta, y la Zona Sur conformada por los equipos de las ciudades ubicadas al sur de dicha Ruta Provincial.

El torneo comenzó en simultáneo en ambas Zonas, el día 21 de marzo y cada una de ellas tuvo su campeón. El campeonato finalizó con la disputa de la final entre ambos campeones, que jugaron un ida y vuelta para determinar el campeón Oficial de la Liga Cultural 2011.

El torneo sirvió además para clasificar a tres equipos por zona para el Torneo Provincial de Fútbol 2011.

El torneo Oficial 2011 coronó campeón a All Boys de Santa Rosa . El equipo "auriazul" obtuvo, de esa manera, el título luego de tres subcampeonatos consecutivos, siendo el 37° título de su historia, consolidándose como máximo ganador y tomando mayor distancia de su perseguidor en el historial de máximos ganadores.

## Zona Norte
El campeonato de la Zona Norte, marcó el regreso a la Primera División de los equipos ascendidos durante la temporada 2010, Deportivo Anguilense de Anguil y Unión Deportiva Campos de General Acha; por el contrario quien no participó del certamen fue Deportivo Winifreda que, tras su descenso de la temporada anterior, debió participar del Torneo de Primera B.

El certamen se jugó en un grupo único y por el sistema de campeonato, los 9 equipos participantes se enfrentaron todos contra todos a dos ruedas en partidos de ida y vuelta, invirtiendo en la segunda rueda la condición de local, totalizando 16 partidos jugados cada uno de los equipos.
 
Finalizado el mismo se confeccionó la tabla general de puntos clasificando del primero al cuarto a las semifinales de la zona; en tanto que del quinto al noveno quedaron eliminados; mientras que el noveno y último de la tabla, además de quedar eliminado, descendió a Primera B, para la temporada 2012.

### Resultados y Posiciones
| Cuadro de Resultados Zona Norte  |     |     |     |     |     |     |     |     |     |
| Equipo                           | AB  | AM  | ASR | DA  | CG  | GB  | I   | UDC | VG  |
| All Boys (Santa Rosa)            |     | 2-2 | 2-0 | 2-1 | 2-0 | 1-1 | 0-1 | 1-0 | 2-0 |
| Atlético Macachín (Macachín)     | 3-2 |     | 3-1 | 0-0 | 3-0 | 0-0 | 3-0 | 0-0 | 7-0 |
| Atlético Santa Rosa (Santa Rosa) | 1-3 | 1-1 |     | 2-0 | 0-0 | 0-1 | 0-1 | 0-1 | 2-1 |
| Deportivo Anguilense (Anguil)    | 1-3 | 2-3 | 1-1 |     | 0-1 | 0-0 | 1-0 | 2-1 | 2-2 |
| Dep. Che Guevara (Santa Rosa)    | 1-1 | 1-4 | 1-2 | 1-1 |     | 1-2 | 2-2 | 0-1 | 3-1 |
| General Belgrano (Santa Rosa)    | 3-0 | 2-0 | 2-3 | 1-0 | 2-0 |     | 3-2 | 5-0 | 5-0 |
| Independiente (Doblas)           | 2-2 | 2-3 | 1-1 | 1-2 | 5-1 | 2-0 |     | 2-0 | 5-2 |
| Unión D. Campos (General Acha)   | 0-2 | 2-0 | 0-0 | 1-2 | 3-1 | 1-1 | 1-3 |     | 4-2 |
| Villa Germinal (Santa Rosa)      | 0-3 | 1-3 | 2-3 | 1-1 | 0-0 | 2-6 | 1-4 | 1-2 |     |

| Tabla Posiciones Zona Norte |                        |    |    |   |    |    |    |     |     |
| Pos                         | Equipo                 | J  | G  | E | P  | GF | GC | Dif | Pts |
| 1                           | General Belgrano (Cla) | 16 | 10 | 4 | 2  | 34 | 12 | 22  | 34  |
| 2                           | Atl. Macachín (Cla)    | 16 | 9  | 5 | 2  | 35 | 16 | 19  | 32  |
| 3                           | All Boys (Cla)         | 16 | 9  | 4 | 3  | 28 | 16 | 12  | 31  |
| 4                           | Independiente (Cla)    | 16 | 8  | 3 | 5  | 33 | 22 | 11  | 27  |
| 5                           | Unión Deportiva Campos | 16 | 6  | 3 | 7  | 17 | 22 | -5  | 21  |
| 6                           | Deportivo Anguilense   | 16 | 4  | 6 | 6  | 16 | 20 | -4  | 18  |
| 7                           | Atlético Santa Rosa    | 16 | 5  | 5 | 6  | 17 | 20 | -3  | 20  |
| 8                           | Deportivo Che Guevara  | 16 | 2  | 5 | 9  | 13 | 29 | -16 | 11  |
| 9                           | Villa Germinal (Des)   | 16 | 0  | 3 | 13 | 16 | 52 | -36 | 3   |

| (Cla) | Clasificados a Semfinales Zona Norte. |
| (Des) | Descendió a la Primera División B.    |

### Semifinales y Final
En semifinales se enfrentaron el primero frente al cuarto, y el segundo frente al tercero, con ventaja de localía para el mejor colocado en la tabla de posiciones.

Jugadas las semifinales, mientras que los perdedores quedaron eliminados de la lucha por el campeonato y debieron enfrentarse por el tercer puesto y por obtener una plaza en el Torneo Provincial, los ganadores avanzaron a la final de la Zona Norte.

Sorprendentemente, los ganadores de las Semifinales fueron el tercero y el cuarto, de la tabla de posiciones, que accedieron a la Final de la Zona Norte para determinar al campeón de la región y finalista del torneo de liga por la esa zona.

La serie por el tercer puesto, fue ganada por General Belgrano, que tras triunfar por 4 a 3 de visitante en el choque de ida frente a Atlético Macachín, empató 3 a 3 de local en la vuelta, consiguiendo así el último boleto por la Zona Norte al Torneo Provincial.

Mientras que la serie final de la Zona Norte, fue disputada entre All Boys e Independiente, y el ganador fue All Boys, tras triunfar en el encuentro de ida por 1 a 0 de local y empatar en la vuelta de visitante por 0 a 0.

|  | Semifinales                  | Semifinales             | Semifinales             |   |                       | Final                                      | Final                                      | Final                                      |  |
|  | 30 y 31/07 y 07/08/2011      | 30 y 31/07 y 07/08/2011 | 30 y 31/07 y 07/08/2011 |   |                       | 14 y 21 /08/2011                           | 14 y 21 /08/2011                           | 14 y 21 /08/2011                           |  |
|  |                              |                         |                         |   |                       |                                            |                                            |                                            |  |
|  |                              |                         |                         |   |                       |                                            |                                            |                                            |  |
|  | Atlético Macachín (Macachín) | 0                       | 2                       |   |                       |                                            |                                            |                                            |  |
|  | Atlético Macachín (Macachín) | 0                       | 2                       |   |                       |                                            |                                            |                                            |  |
|  | All Boys (Santa Rosa)        | 1                       | 2                       |   |                       |                                            |                                            |                                            |  |
|  | All Boys (Santa Rosa)        | 1                       | 2                       |   | All Boys (Santa Rosa) | 1                                          | 0                                          |                                            |  |
|  |                              |                         |                         |   | All Boys (Santa Rosa) | 1                                          | 0                                          |                                            |  |
|  |                              |                         | Independiente (Doblas)  | 0 | 0                     |                                            |                                            |                                            |  |
|  | Belgrano (Santa Rosa)        | 0                       | Independiente (Doblas)  | 0 | 0                     | 0                                          |                                            |                                            |  |
|  | Belgrano (Santa Rosa)        | 0                       |                         |   |                       | 0                                          |                                            |                                            |  |
|  | Independiente (Doblas)       | 0                       | 1                       |   |                       | 3°puesto (Clasificatorio al T. Provincial) | 3°puesto (Clasificatorio al T. Provincial) | 3°puesto (Clasificatorio al T. Provincial) |  |
|  | Independiente (Doblas)       | 0                       | 1                       |   |                       | 3°puesto (Clasificatorio al T. Provincial) | 3°puesto (Clasificatorio al T. Provincial) | 3°puesto (Clasificatorio al T. Provincial) |  |
|  |                              |                         |                         |   |                       |                                            |                                            |                                            |  |
|  |                              |                         |                         |   |                       | General Belgrano                           | 4                                          | 3                                          |  |
|  |                              |                         |                         |   |                       | General Belgrano                           | 4                                          | 3                                          |  |
|  |                              |                         |                         |   |                       | Atlético Macachín                          | 3                                          | 3                                          |  |
|  |                              |                         |                         |   |                       | Atlético Macachín                          | 3                                          | 3                                          |  |
|  |                              |                         |                         |   |                       |                                            |                                            |                                            |  |

Nota: El equipo mencionado en la línea superior definió la serie de local.

## Zona Sur
En la Zona Sur, participaron doce equipos, que jugaron dos torneos distintos, en cada uno de los cuales los equipos participantes, se enfrenaron todos contra todos a una solo rueda; el primer torneo se denominó Apertura y el segundo Clausura, en el que se invirtieron las localías del primer torneo.

Por cada campeonato se confeccionaron tablas de puntos distintas e independientes y cada uno de ellos tuvo su campeón, quienes se enfrentaron en la Final de la Zona Sur, para determinar al campeón de la región y finalista del Torneo de Liga.

A su vez, ambos campeones clasificaron al Torneo Provincial 2011, a los que se sumó el equipo con más puntos en la tabla acumulada, excluyendo a ambos campeones.

### Posiciones Apertura y Clausura
| Tabla Posiciones Apertura |                                  |    |   |   |   |    |    |     |     |
| Pos                       | Equipo                           | J  | G | E | P | GF | GC | Dif | Pts |
| 1                         | Villa Menguelle (Jacinto Arauz)  | 11 | 8 | 3 | 0 | 23 | 7  | -16 | 27  |
| 2                         | Unión (General Campos)           | 11 | 7 | 4 | 0 | 24 | 9  | -15 | 25  |
| 3                         | Unión D. Bernasconi (Bernasconi) | 11 | 7 | 1 | 3 | 21 | 15 | -6  | 22  |
| 4                         | Huracán (Guatraché)              | 11 | 6 | 1 | 4 | 17 | 18 | 1   | 19  |
| 5                         | Sp. y Cultural (G. San Martín)   | 11 | 5 | 3 | 3 | 22 | 20 | -2  | 18  |
| 6                         | Independiente (Jacinto Arauz)    | 11 | 4 | 4 | 3 | 19 | 15 | -4  | 16  |
| 7                         | Rampla Juniors (Villa Iris)      | 11 | 4 | 2 | 5 | 19 | 20 | 1   | 14  |
| 8                         | Unión (Villa Iris)               | 10 | 3 | 1 | 6 | 20 | 25 | 5   | 10  |
| 9                         | Pampero (Guatraché)              | 11 | 2 | 3 | 6 | 16 | 18 | 2   | 9   |
| 10                        | Deportivo Alpachiri (Alpachiri)  | 10 | 2 | 2 | 6 | 5  | 21 | 16  | 8   |
| 11                        | Club Darregueira (Darregueira)   | 11 | 2 | 1 | 8 | 12 | 18 | 6   | 7   |
| 12                        | Gimnasia (Darregueira)           | 11 | 1 | 3 | 7 | 9  | 21 | 12  | 6   |

| Tabla Posiciones Clausura |                                  |    |   |   |   |    |    |     |     |
| Pos                       | Equipo                           | J  | G | E | P | GF | GC | Dif | Pts |
| 1                         | Unión D. Bernasconi (Bernasconi) | 11 | 8 | 3 | 0 | 22 | 8  | 14  | 27  |
| 2                         | Independiente (Jacinto Arauz)    | 11 | 9 | 2 | 0 | 30 | 11 | 19  | 27  |
| 3                         | Villa Menguelle (Jacinto Arauz)  | 11 | 8 | 3 | 0 | 23 | 9  | 14  | 24  |
| 4                         | Sp. y Cultural (G. San Martín)   | 11 | 5 | 3 | 3 | 19 | 12 | 7   | 18  |
| 5                         | Unión (General Campos)           | 11 | 5 | 3 | 3 | 24 | 16 | 8   | 18  |
| 6                         | Pampero (Guatraché)              | 11 | 5 | 1 | 5 | 17 | 20 | -3  | 16  |
| 7                         | Rampla Juniors (Villa Iris)      | 11 | 5 | 1 | 5 | 14 | 19 | -5  | 16  |
| 8                         | Huracán (Guatraché)              | 11 | 3 | 2 | 6 | 10 | 19 | -9  | 11  |
| 9                         | Deportivo Alpachiri (Alpachiri)  | 11 | 2 | 4 | 5 | 16 | 20 | -4  | 10  |
| 10                        | Gimnasia (Darregueira)           | 11 | 3 | 1 | 7 | 12 | 19 | -7  | 10  |
| 11                        | Club Darregueira (Darregueira)   | 11 | 1 | 3 | 7 | 8  | 14 | -6  | 6   |
| 12                        | Unión (Villa Iris)               | 11 | 1 | 1 | 9 | 11 | 39 | -28 | 4   |

| Campeones Apertura y Clausura juegan final Zona Sur y clasifican al Provincial. |
| Clasificado al Provincial por sumatoria anual de puntos.                        |

### Final Zona Sur
Se enfrentaron en partidos de ida y vuelta, el Campeón del Apertura, Villa Mengelle de Jacinto Arauz, y el Campeón del Clausura, Unión Deportiva Bernasconi de Bernasconi; con ventaja de localía para el primero de ellos, por ser el equipo que más cantidad de puntos sumó, en la tabla acumulada de posiciones (sumatoria Apertura y Clausura).

Al cabo de ambos encuentros el Campeón de la Zona Sur fue Unión Deportiva Bernansconi, que ganó ambos cotejos .

|  | Final                     |                           |   |   |  |
|  | 21 y 28/08/2011           |                           |   |   |  |
|  |                           |                           |   |   |  |
|  | Unión D. Bernasconi       | Unión D. Bernasconi       | 4 | 3 |  |
|  | Unión D. Bernasconi       | Unión D. Bernasconi       | 4 | 3 |  |
|  | Villa Menguelle (J.Arauz) | Villa Menguelle (J.Arauz) | 0 | 1 |  |
|  | Villa Menguelle (J.Arauz) | Villa Menguelle (J.Arauz) | 0 | 1 |  |

## Final de Liga 2011
El campeón de la Zona Norte: All Boys, y el campeón de la Zona Sur: Unión Deportiva Bernasconi, se enfrentaron para determinar el campeón del Torneo Oficial 2011, sin ventajas de ningún tipo y con sorteo de la localía.

En el partido de ida jugado en Bernasconi, el 3 de septiembre, el ganador fue el local por 1 a 0 .

En el partido de vuelta jugado ocho días después en Santa Rosa, el ganador fue All Boys, por el mismo marcador.

El campeón debió definirse por tiros penales y allí quien prevaleció fue All Boys, que ganó en la definición por 4 a 3 .
|  | Final               |                     |   |   |     |  |
|  | 03 y 11/09/2011     |                     |   |   |     |  |
|  |                     |                     |   |   |     |  |
|  | All Boys            | All Boys            | 0 | 1 | (4) |  |
|  | All Boys            | All Boys            | 0 | 1 | (4) |  |
|  | Unión D. Bernasconi | Unión D. Bernasconi | 1 | 0 | (3) |  |
|  | Unión D. Bernasconi | Unión D. Bernasconi | 1 | 0 | (3) |  |

All Boys (Santa Rosa)

Campeón

37° Campeonato

## Primera B Zona Norte
En la Zona Norte, se jugó también el Torneo de Primera B. Del certamen tomaron participación doce equipos , que representaron a 6 localidades de la provincia; los equipos fueron divididos en dos grupos de seis equipos cada uno.

Los conjuntos se enfrentaron todos contra todos, dentro de su grupo, a dos ruedas, invirtiendo en la segunda rueda la condición de local, jugando cada uno de los equipos, un total de diez partidos.

Tras ello, el primero y segundo de cada grupo clasificaron a las semifinales del torneo.

### Posiciones
| Tabla Posiciones Grupo A |                                 |    |   |   |   |    |    |     |     |
| Pos                      | Equipo                          | J  | G | E | P | GF | GC | Dif | Pts |
| 1                        | Pampero (Ataliva Roca) (Cla)    | 10 | 7 | 2 | 1 | 26 | 17 | 9   | 23  |
| 2                        | Sarmiento (Santa Rosa) (Cla)    | 10 | 6 | 3 | 1 | 22 | 13 | 9   | 21  |
| 3                        | Dep. Mc Allister (Santa Rosa)   | 10 | 6 | 1 | 3 | 21 | 12 | 9   | 19  |
| 4                        | Unión (General Acha)            | 9  | 3 | 1 | 5 | 15 | 20 | -5  | 10  |
| 5                        | Mutual Guardavidas (Santa Rosa) | 9  | 2 | 2 | 5 | 6  | 14 | -8  | 8   |
| 6                        | El Elyon (Santa Rosa)           | 10 | 0 | 1 | 9 | 7  | 21 | -14 | 1   |

| Tabla Posiciones Grupo B |                                  |    |   |   |   |    |    |     |     |
| Pos                      | Equipo                           | J  | G | E | P | GF | GC | Dif | Pts |
| 1                        | Dep. Penales (Santa Rosa) (Cla)  | 10 | 8 | 2 | 0 | 27 | 4  | 23  | 26  |
| 2                        | Dep. Winifreda (Winifreda) (Cla) | 10 | 7 | 3 | 0 | 14 | 3  | 11  | 24  |
| 3                        | Unión y Amistad (Santa Rosa)     | 10 | 3 | 2 | 5 | 11 | 11 | 0   | 11  |
| 4                        | Guardia del Monte (Toay)         | 10 | 3 | 2 | 5 | 15 | 23 | -8  | 11  |
| 5                        | Deportivo Uriburu (Uriburu)      | 10 | 3 | 1 | 6 | 10 | 15 | -5  | 10  |
| 6                        | Los Hornos (Santa Rosa)          | 10 | 0 | 2 | 8 | 7  | 28 | -21 | 2   |

| (Cla) | Clasificados a Semfinales del Torneo. |

### Semifinales y Final
En las semifinales enfrentaron cruzados, el primero de un grupo, frente al segundo del otro y viceversa, contando con ventaja deportiva y de localía los ganadores de cada grupo.

Los perdedores de las semifinales quedaron eliminados; mientras que ambos ganadores, además de clasificar a la final del torneo, se aseguraron el ascenso a Primera División para la temporada 2012.

Los finalistas fuero Deportivo Penales y Deportivo Winifreda, que eliminaron a Sarmiento y Pampero respectivamente. Para la serie final, se sorteó la localía, y ninguno de los equipos contó con ventaja alguna.

El ganador de la final fue, Deportivo Winifreda tras triunfar en ambos partidos frente a Deportivo Penales; el primero de visitante 2 a 1; y en la vuelta, de local, 1 a 0. De esa manera obtuvo el campeonato de Primera "B", y su segundo ascenso de la historia (luego del de 2006, en el que fue subcampeón de la "B").

|  | Semifinales         | Semifinales     | Semifinales       |   |                     | Final            | Final            | Final            |  |
|  | 05 y 12-06-2011     | 05 y 12-06-2011 | 05 y 12-06-2011   |   |                     | 19 y 26 /06/2011 | 19 y 26 /06/2011 | 19 y 26 /06/2011 |  |
|  |                     |                 |                   |   |                     |                  |                  |                  |  |
|  |                     |                 |                   |   |                     |                  |                  |                  |  |
|  | Pampero             | 0               | 2                 |   |                     |                  |                  |                  |  |
|  | Pampero             | 0               | 2                 |   |                     |                  |                  |                  |  |
|  | Deportivo Winifreda | 2               | 3                 |   |                     |                  |                  |                  |  |
|  | Deportivo Winifreda | 2               | 3                 |   | Deportivo Winifreda | 2                | 1                |                  |  |
|  |                     |                 |                   |   | Deportivo Winifreda | 2                | 1                |                  |  |
|  |                     |                 | Deportivo Penales | 1 | 0                   |                  |                  |                  |  |
|  | Deportivo Penales   | 2               | Deportivo Penales | 1 | 0                   | 2                |                  |                  |  |
|  | Deportivo Penales   | 2               |                   |   |                     | 2                |                  |                  |  |
|  | Sarmiento           | 1               | 1                 |   |                     |                  |                  |                  |  |
|  | Sarmiento           | 1               | 1                 |   |                     |                  |                  |                  |  |
|  |                     |                 |                   |   |                     |                  |                  |                  |  |

Nota: El equipo mencionado en la línea superior definió la serie de local.